# 梅枝町

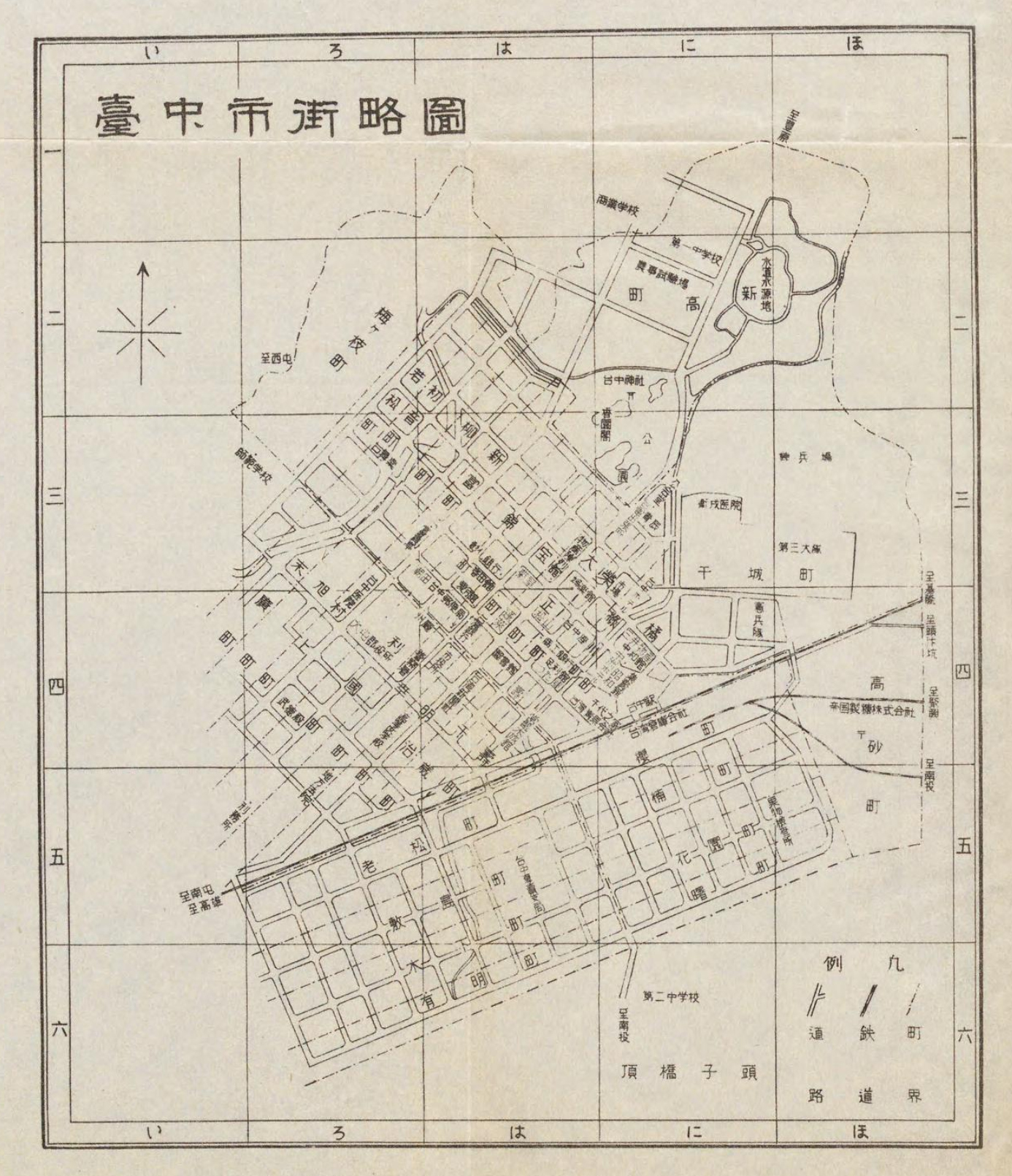
臺中市街略圖

梅枝町是台灣日治時期台中州台中市之行政區，不設丁目，位在若松町、初音町之北，在1926年4月1日的町名改正公告中才正式設立，原臺中市大字的臺中改為31個町。今原子街、中正路、五權路、太平路一帶。 

## 町內設施
- 火葬場（現東興市場）
- 梅枝町警察官吏派出所
- 台中煉瓦公司
- 台中師範學校附屬公學校（現國立臺中教育大學附設實驗國民小學）